# Tumba de los Héroes del Pueblo
La Tumba de los Héroes del Pueblo (en croata: Grobnica narodnih heroja) se encuentra en el cementerio central de Zagreb, en Croacia, llamado Mirogoj. Fue diseñado por el escultor croata Đuro Kavurić y construido en 1968. En el lugar no solo están enterrados los beneficiarios de la Orden del "Héroe del Pueblo", sino también algunos de los activistas del movimiento de los trabajadores más destacados de Croacia y la antigua Yugoslavia. 
Durante la noche del 1 de febrero de 2011, un grupo de vándalos desconocidos activó un explosivo frente a la tumba, que le causó graves daños. Algunos de los funcionarios de Croacia protestaron enérgicamente este acto de vandalismo. El Daño fue reparado rápidamente.